# عباس أباد (تايباد)
عباس أباد (بالفارسية:روستای عباس‌آباد) هي إحدى القري التابعة لـ ريف بايين ولايت في قسم مركزي من مقاطعة تايباد، في محافظة خراسان رضوي الإيرانية.

## السكان
- حسب إحصاءات سنة 2006، بلغ إجمالي السكان في هاذهي القرية الإيرانية 67 نسمة وعدد المساكن 13 مسكن.[2]

## وصلات خارجية
- إدارة مقاطعة تايباد نسخة محفوظة 14 أبريل 2013 على موقع واي باك مشين.
- بلدية تايباد نسخة محفوظة 1 فبراير 2013 على موقع واي باك مشين.
- إدارة تعليم تايباد نسخة محفوظة 5 أبريل 2013 على موقع واي باك مشين.